# 15612 Parkmincheol
15612 Parkmincheol este o planetă minoră (asteroid), cu un diametru de 5,299 km, din centura de asteroizi. A fost descoperită pe 7 aprilie 2000 la Experimental Test Site⁠(d) de Lincoln Near-Earth Asteroid Research. 
Obiectul prezintă o orbită caracterizată de o semiaxă mare de 2,9729024 UAi, o excentricitate de 0,06, o înclinație de 11,57712 ° în raport cu ecliptica.